# Lázaros Papadópoulos
Pour les articles homonymes, voir Papadopoulos.
Lázaros Papadópoulos (en grec Λάζαρος Παπαδόπουλος), né le 3 juin 1980 à Krasnodar en URSS, est un joueur de basket-ball grec, évoluant au poste de pivot.

## Biographie
Papadopoulos était considéré comme l’un des meilleurs intérieurs évoluant en Europe.

## Palmarès

### Club
- Euroligue 2002
- Coupe ULEB 2006
- Champion de grèce 2003
- Coupe de Grèce 2003

### Équipe nationale
- Championnat du monde
  -  Médaille d'argent du Championnat du monde 2006 au Japon
- Championnat d’Europe
  -  Médaille d’or au Championnat d’Europe 2005 en Serbie
  -  Médaille de bronze du Championnat d'Europe de basket-ball masculin des 18 ans et moins 1998